# Asemonea tanikawai
Asemonea tanikawai là một loài nhện trong họ Salticidae.
Loài này thuộc chi Asemonea. Asemonea tanikawai được Ikeda miêu tả năm 1996.

## Hình ảnh

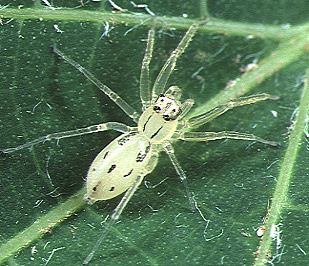